# Afrique du Sud-Galles en rugby à XV
Cet article retrace les confrontations entre l'équipe d'Afrique du Sud et l'équipe du pays de Galles en rugby à XV.
Les deux équipes se sont affrontées à quarante-deux reprises dont trois fois en Coupe du monde. Les Sud-Africains ont remporté trente-cinq rencontres contre sept pour les Gallois et un match nul.

## Historique
Il faut noter une réception à domicile côté gallois au stade de Wembley pour cause de travaux du futur Millennium Stadium. Le pays de Galles l'a emporté en 1999 pour la première fois et la dernière, après un nul 6 partout en 1970.
La victoire la plus nette des Springboks se conclut sur le score de 96 à 13 en 1998.

## Confrontations
| No | Date              | Lieu                                               | Match                   | Score   | Compétition                      |
| -- | ----------------- | -------------------------------------------------- | ----------------------- | ------- | -------------------------------- |
| 1  | 1er décembre 1906 | St Helens, Swansea — Pays de Galles                | Galles – Afrique du Sud | 0 – 11  | test match                       |
| 2  | 14 décembre 1912  | Arms Park, Cardiff — Pays de Galles                | Galles – Afrique du Sud | 0 – 3   | test match                       |
| 3  | 5 décembre 1931   | St Helens, Swansea — Pays de Galles                | Galles – Afrique du Sud | 3 – 8   | test match                       |
| 4  | 22 décembre 1951  | Arms Park, Cardiff — Pays de Galles                | Galles – Afrique du Sud | 3 – 6   | test match                       |
| 5  | 3 décembre 1960   | Arms Park, Cardiff — Pays de Galles                | Galles – Afrique du Sud | 0 – 3   | test match                       |
| 6  | 23 mai 1964       | Durban — Afrique du Sud                            | Afrique du Sud – Galles | 24 – 3  | test match                       |
| 7  | 24 janvier 1970   | Arms Park, Cardiff — Pays de Galles                | Galles – Afrique du Sud | 6 – 6   | test match                       |
| 8  | 26 novembre 1994  | Arms Park, Cardiff — Pays de Galles                | Galles – Afrique du Sud | 12 – 20 | test match                       |
| 9  | 2 septembre 1995  | Johannesburg — Afrique du Sud                      | Afrique du Sud – Galles | 40 – 11 | test match                       |
| 10 | 15 décembre 1996  | Arms Park, Cardiff — Pays de Galles                | Galles – Afrique du Sud | 20 – 37 | test match                       |
| 11 | 27 juin 1998      | Pretoria — Afrique du Sud                          | Afrique du Sud – Galles | 96 – 13 | test match                       |
| 12 | 14 novembre 1998  | Stade de Twickenham, Londres — Angleterre          | Galles – Afrique du Sud | 20 – 28 | test match                       |
| 13 | 26 juin 1999      | Millennium Stadium, Cardiff — Pays de Galles       | Galles – Afrique du Sud | 29 – 19 | test match                       |
| 14 | 26 novembre 2000  | Millennium Stadium, Cardiff — Pays de Galles       | Galles – Afrique du Sud | 13 – 23 | test match                       |
| 15 | 8 juin 2002       | Bloemfontein — Afrique du Sud                      | Afrique du Sud – Galles | 34 – 19 | test match                       |
| 16 | 15 juin 2002      | Le Cap — Afrique du Sud                            | Afrique du Sud – Galles | 19 – 8  | test match                       |
| 17 | 26 juin 2004      | Pretoria — Afrique du Sud                          | Afrique du Sud – Galles | 53 – 18 | test match                       |
| 18 | 6 novembre 2004   | Millennium Stadium, Cardiff — Pays de Galles       | Galles – Afrique du Sud | 36 – 38 | test match                       |
| 19 | 19 novembre 2005  | Millennium Stadium, Cardiff — Pays de Galles       | Galles – Afrique du Sud | 16 – 33 | test match                       |
| 20 | 24 novembre 2007  | Millennium Stadium, Cardiff — Pays de Galles       | Galles – Afrique du Sud | 12 – 34 | test match                       |
| 21 | 7 juin 2008       | Bloemfontein — Afrique du Sud                      | Afrique du Sud – Galles | 43 – 17 | test match                       |
| 22 | 14 juin 2008      | Pretoria — Afrique du Sud                          | Afrique du Sud – Galles | 37 – 21 | test match                       |
| 23 | 8 novembre 2008   | Millennium Stadium, Cardiff — Pays de Galles       | Galles – Afrique du Sud | 15 – 20 | test match                       |
| 24 | 5 juin 2010       | Millennium Stadium, Cardiff — Pays de Galles       | Galles – Afrique du Sud | 31 – 34 | test match                       |
| 25 | 13 novembre 2010  | Millennium Stadium, Cardiff — Pays de Galles       | Galles – Afrique du Sud | 25 – 29 | test match                       |
| 26 | 11 septembre 2011 | Westpac Stadium, Wellington — Nouvelle-Zélande     | Afrique du Sud – Galles | 17 – 16 | Coupe du monde (poule D)         |
| 27 | 9 novembre 2013   | Millennium Stadium, Cardiff — Pays de Galles       | Galles – Afrique du Sud | 15 – 24 | test match                       |
| 28 | 14 juin 2014      | Kings Park Stadium, Durban — Afrique du Sud        | Afrique du Sud – Galles | 38 – 16 | test match                       |
| 29 | 21 juin 2014      | Mbombela Stadium, Nelspruit — Afrique du Sud       | Afrique du Sud – Galles | 31 – 30 | test match                       |
| 30 | 29 novembre 2014  | Millennium Stadium, Cardiff — Pays de Galles       | Galles – Afrique du Sud | 12 – 6  | test match                       |
| 31 | 17 octobre 2015   | Stade de Twickenham, Londres — Angleterre          | Afrique du Sud – Galles | 23 – 19 | Coupe du monde (quart de finale) |
| 32 | 26 novembre 2016  | Millennium Stadium, Cardiff — Pays de Galles       | Galles – Afrique du Sud | 27 – 13 | test match                       |
| 33 | 2 décembre 2017   | Millennium Stadium, Cardiff — Pays de Galles       | Galles – Afrique du Sud | 24 – 22 | test match                       |
| 34 | 2 juin 2018       | RFK Stadium, Washington — États-Unis               | Afrique du Sud – Galles | 20 – 22 | test match                       |
| 35 | 24 novembre 2018  | Millennium Stadium, Cardiff — Pays de Galles       | Galles – Afrique du Sud | 20 – 11 | test match                       |
| 36 | 27 octobre 2019   | Stade Nissan, Yokohama — Japon                     | Galles – Afrique du Sud | 16 – 19 | Coupe du monde (demi-finale)     |
| 37 | 6 novembre 2021   | Millennium Stadium, Cardiff — Pays de Galles       | Galles – Afrique du Sud | 18 – 23 | test match                       |
| 38 | 2 juillet 2022    | Loftus Versfeld Stadium, Pretoria — Afrique du Sud | Afrique du Sud – Galles | 32 – 29 | test match                       |
| 39 | 9 juillet 2022    | Bloemfontein — Afrique du Sud                      | Afrique du Sud – Galles | 12 – 13 | test match                       |
| 40 | 16 juillet 2022   | Cape Town Stadium, Le Cap — Afrique du Sud         | Afrique du Sud – Galles | 30 – 14 | test match                       |
| 41 | 19 août 2023      | Millennium Stadium, Cardiff — Pays de Galles       | Galles – Afrique du Sud | 16 – 52 | test match                       |
| 42 | 22 juin 2024      | Stade de Twickenham, Londres — Angleterre          | Galles – Afrique du Sud | 13 – 41 | test match                       |
| 43 | 23 novembre 2024  | Millennium Stadium, Cardiff — Pays de Galles       | Galles – Afrique du Sud | 12 – 45 | test match                       |